# Jan Cornets de Groot

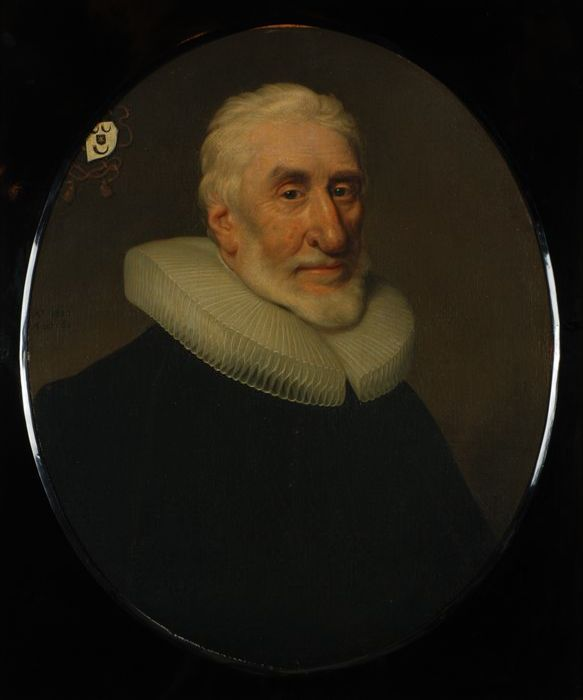
Johan de Groot

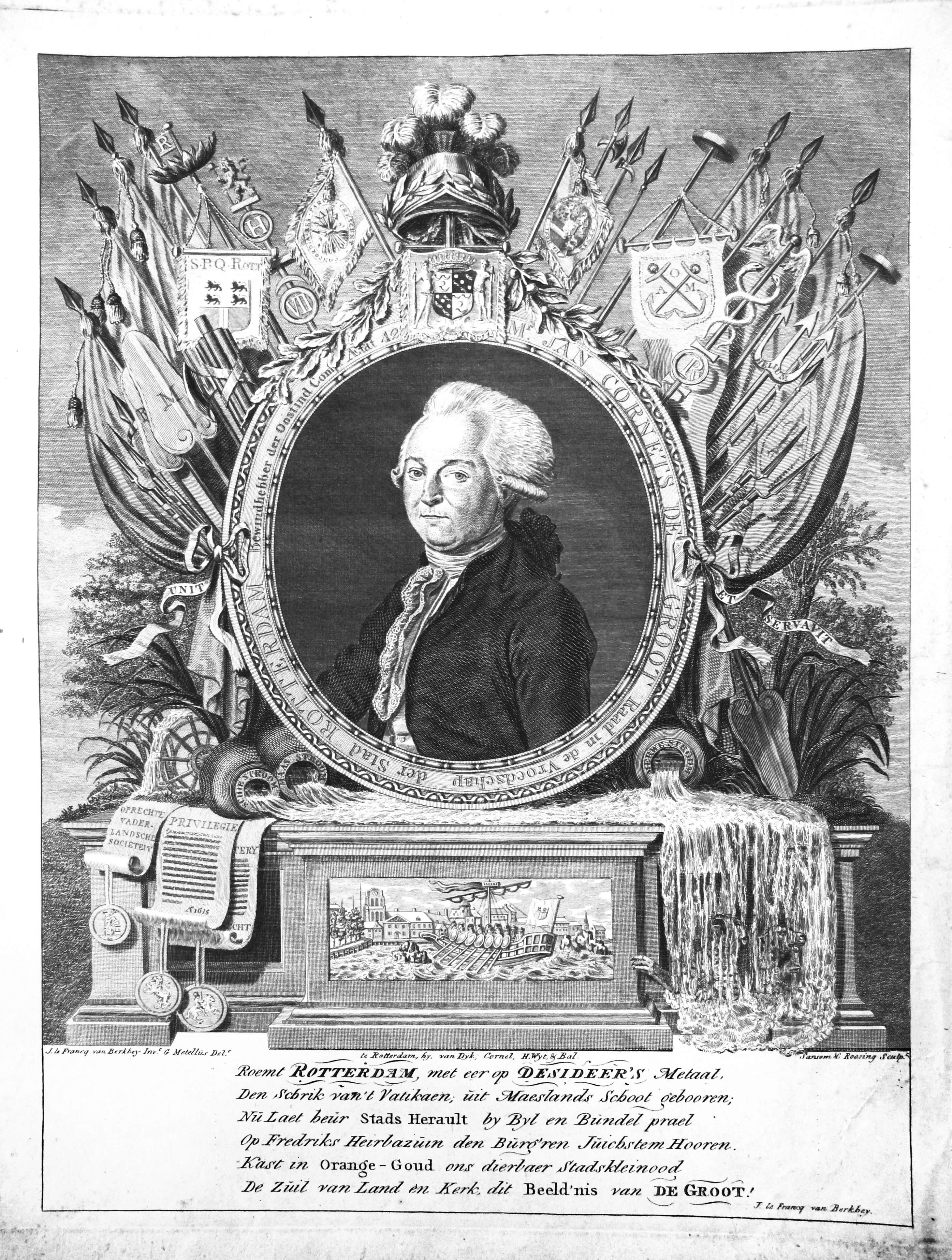
De Groot op een achttiende-eeuwse gravure met gedicht van Johannes le Francq van Berkhey.

Jan Cornets de Groot, ook Johan de Groot (1554 - 1640) was een patriciër uit Delft. Hij was de vader van Hugo de Groot.
In 1572 studeerde De Groot rechten en filosofie aan de Universiteit van Dowaai. In 1576 werd hij ingeschreven als (de derde) student rechten in Leiden. In 1582 huwde hij en vestigde zich in Delft, waar hij van 1591 tot en met 1595 burgemeester was.
Hij was dichter, musicus, maar ook stadsbestuurder en politicus. Hij had veel belangstelling voor kunst en wetenschap en telde verschillende kunstenaars en wetenschappers tot zijn vrienden. Zo is bekend dat hij samen met Simon Stevin de toren van de Nieuwe Kerk (Delft) beklom om een valproef uit te voeren. Ze lieten twee loden bollen van verschillende massa van 30 voet hoogte vallen (1 voet = 0,314 meter) om zo te bewijzen dat zware en lichte voorwerpen even snel vallen.
Dezelfde proef wordt ook toegeschreven aan Galilei, die voerde hem jaren later op de Toren van Pisa uit.

Laet nemen (soo den hoochgheleerden H. IAN CORNETS DE GROOT vlietichste ondersoucker der Naturens verborghentheden, ende ick ghedaen hebben) twee loyen clooten d'een thienmael grooter en swaerder als d'ander, die laet t'samen vallen van 30 voeten hooch, op een bart oft yet daer sy merckelick gheluyt tegen gheven, ende sal blijcken, dat de lichste gheen thienmael langher op wech en blijft dan de swaerste, maer datse t'samen so ghelijck opt bart vallen, dat haer beyde gheluyden een selve clop schijnt te wesen. S'ghelijcx bevint hem daetlick oock also, met twee evegroote lichamen in thienvoudighe reden der swaerheyt, daerom Aristoteles voornomde everedenheyt is onrecht.

(Uit Simon Stevin: De Beghinselen der Weeghconst, in 1586 uitgegeven)